# Audrey Bruneau
Audrey Bruneau (ur. 21 września 1992 w Clichy), francuska piłkarka ręczna, reprezentantka kraju, grająca na pozycji lewej rozgrywającej. Obecnie występuje we francuskiej Division 1 Kobiet, w drużynie Issy-les-Moulineaux Handball.
W 2011 r. zdobyła wicemistrzostwo Świata. Turniej odbywał się w Brazylii.

## Sukcesy

### reprezentacyjne
- Mistrzostwa Świata:
  -  2011